# Trapped in the Closet
Trapped in the Closet is de twaalfde aflevering van het negende seizoen van de Comedy Central serie South Park. Het werd oorspronkelijk uitgezonden op 16 november 2005. De plot van de aflevering draait om het personage Stan Marsh.
Tom Cruise, die in de aflevering op de hak genomen wordt, zou hebben gedreigd te stoppen met de promotie van de film Mission: Impossible III als de aflevering herhaald zou worden. Daarom werd de aflevering niet herhaald. De aflevering was gepland op 15 maart 2006, maar de aflevering Chef's Chocolate Salty Balls werd in plaats daarvan getoond. Comedy Central-vertegenwoordigers verklaarden dat deze wijziging is gemaakt als een eerbetoon aan Isaac Hayes, die naar aanleiding van die aflevering stopte met het inspreken van de stem van Chef (Hayes was een aanhanger Scientology). De aflevering is sindsdien enkele keren opnieuw uitgezonden op Comedy Central, en de aflevering is beschikbaar op de website van Comedy Central.
Trapped in the Closet werd genomineerd voor een Emmy Award in juli 2006, in de Primetime Emmy Award for Outstanding Animated Program (voor programma's korter dan een uur) categorie, maar verloor van een The Simpsons aflevering. De aflevering staat op de lijst van "10 South Parks die de wereld veranderde" en is door TV Guide gerangschikt op #17 op de lijst van "TV's Top 100 Episodes of All Time".

## Verhaal
Stan Marsh wil geen geld uitgeven omdat hij voor een nieuwe fiets spaart. Stan neemt daarom een gratis persoonlijkheidstest, die aangeboden wordt door Scientologen op straat. Na het beantwoorden van een lange vragenlijst, wordt Stan meegedeeld dat hij heel erg depressief is en daarom een perfecte kandidaat voor Scientology. Ze bieden aan om hem te helpen voor $240. Thuis vraagt Stan aan zijn ouders om geld om van zijn depressies af te komen en zijn vader suggereert dat hij het geld dat hij had gespaard voor een nieuwe fiets moet gebruiken.
Nadat hij heeft betaald, wordt Stan naar een auditing kamer gebracht, en meet men zijn thetan niveau met behulp van een E-meter. Stan heeft een heel hoge score. De Scientologen faxen de resultaten naar het Scientology hoofdkwartier in Los Angeles. Daar bepaalt de voorzitter van Scientology dat, omdat zijn lezing zo hoog is, Stan een reïncarnatie van L. Ron Hubbard, de stichter van Scientology, moet zijn en een profeet.
Later die nacht vieren een grote groep van scientologen, waaronder John Travolta, voor Stans huis Hubbards "tweede komst". De voorzitter van Scientology arriveert in een helikopter en houdt een gesprek met Stans ouders. Zij verzetten zich er eerst tegen, en ook als de president vertelt ze dat 'we hem niet vragen om met ons mee te doen, maar om ons te leiden. Randy stuurt Stan naar zijn kamer waar hij Tom Cruise ontmoet. Cruise vraagt Stan of hij van Cruises acteren hield. Wanneer Stan Tom Cruise vertelt dat zijn acteren niet zo goed is als dat van anderen, sluit Tom zich op in de kast van de slaapkamer van Stan, gelovend dat hij "een storing in de ogen van de profeet" is. Hij weigert er uit te komen, ondanks de pogingen van Nicole Kidman, John Travolta, en R. Kelly, die uiteindelijk ook in de kast gaan.
Beneden probeert de Scientology-president Stans ouders nog steeds ervan te overtuigen hun zoon bij hen te laten voegen. Zij willen het grote geheim van het leven vertellen aan Stan. Randy vraagt zijn zoon, of hij deze informatie wil kennen, en Stan reageert met "zeker". De voorzitter vertelt hem een verkorte versie van het verhaal van Xenu, rechtstreeks gebaseerd op het werkelijke Scientology Operating Thetan III-document, wat wordt vergezeld door een bijschrift op het scherm, waarop staat: "Dit is wat Scientologen werkelijk geloven."
Als de voorzitter klaar is met het verhaal vraagt hij Stan verder te schrijven waar L. Ron klaar niet aan toe kwam. Stan begint meteen met het schrijven. Tot ergernis van zijn vrienden Kyle Broflovski, Kenny McCormick en Eric Cartman. Kyle verbreekt zijn vriendschap met Stan en Cartman zegt dat hij alleen maar wil zeggen dat hij Kyle nog steeds iets meer haat dan Stan. Stan toont zijn geschriften aan de Scientology-president, die ze goedkeurt. Maar als Stan zegt dat Scientologen niet meer hoeven te betalen om bij de Scientology kerk te horen gelooft de president zijn oren niet. De president vraagt Stan of hij werkelijk wat van de hele Scientology schijt geloof. Hij onthult dat de kerk niets meer is dan een oplichterij is om geld te verdienen. Stan snapt het en doet mee.
Buiten introduceert de voorzitter Stan aan zijn volgelingen, aan wie hij zijn nieuwe werken zal laten lezen. Uit medelijden onthult Stan dat hij eigenlijk niet de reïncarnatie van L. Ron Hubbard is, en dat Scientology gewoon een dikke vette wereldwijde oplichterij is. Zijn volgelingen worden woedend en dreigen om hem te vervolgen. Tom Cruise verlaat Stans kast en dreigt ook Stan aan te willen klagen. Stan trekt zich er niets van aan.
In de credits staan alleen de namen "John Smith" en "Jane Smith", een verwijzing naar Tom Cruise en de Scientology Kerk.
Tien favoriete afleveringen geselecteerd door Matt Stone en Trey Parker:
Stupid Spoiled Whore Video Playset · The Return of the Fellowship of the Ring to the Two Towers · Best Friends Forever · Good Times with Weapons · Casa Bonita · AWESOM-O · Trapped in the Closet · Towelie · Red Hot Catholic Love · Scott Tenorman Must Die

Vier favoriete afleveringen geselecteerd door de fans:
It Hits the Fan · Timmy 2000 · Fat Butt and Pancake Head · The Death Camp of Tolerance

Speciaal bijgevoegd: The Spirit of Christmas (kort geanimeerd)